# Центральная котловина (Индийский океан)
Центра́льная котлови́на — понижение океанского дна на северо-востоке Индийского океана.
Располагается между склонами Мальдивского, Аравийско-Индийского, Восточно-Индийского хребтов и материковым склоном Азии. Протяжённость котловины составляет около 6000 км, ширина — 1600 км. Максимальная глубина достигает 6090 м.
Северная часть котловины, находящаяся до 8—10 градуса южной широты представлена равниной. Южная часть котловины имеет холмистый характер, её образуют холмы и горы. В центральной части центральной котловины находится меридиональный хребет Ланка и подводная гора Афанасия Никитина (открыта в 1961 году в результате пионерских исследований в 31-м и 33-м рейсах НИС «Витязь», минимальная глубина над её вершиной — 1549 м, координаты: 3°00′ ю. ш. 83°00′ в. д.).
Осадочные породы дна преимущественно терригенные, фораминиферевые и радиоляриевые илы, на юге представлены преимущественно красными глинами и железо-марганцевыми конкрециями.